# Steinspringen

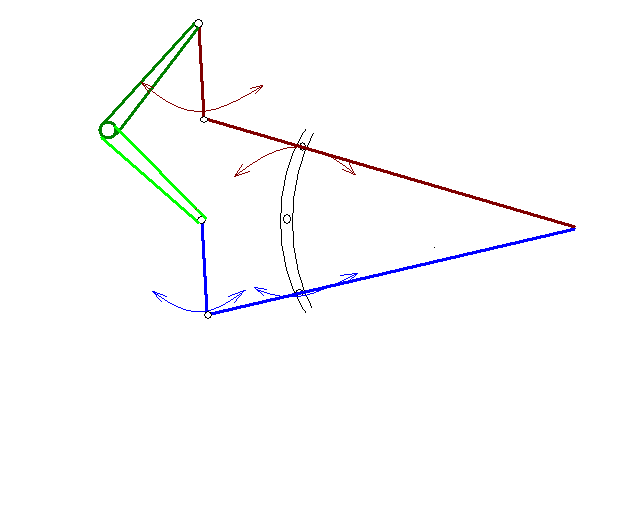
Steinspringen bei Hängeeisensteuerung
blau: Bewegungen Schieberschubstange und Hängeeisen bei Vorwärtsfahrt, braun: selbiges bei Rückwärtsfahrt, grün: Aufwerfhebel

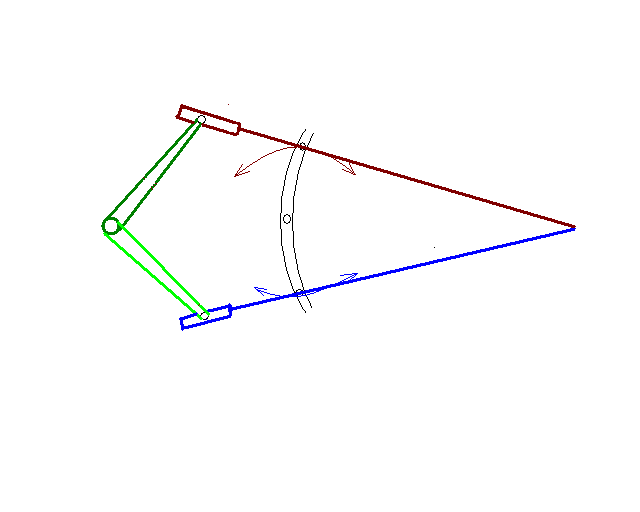
Gleichmäßiges Steinspringen bei Kuhnscher Schleife
blau: Bewegungen Schieberschubstange und Hängeeisen bei Vorwärtsfahrt, braun: bei Rückwärtsfahrt, grün: Aufwerfhebel

Steinspringen ist ein Fachausdruck für die ungleichmäßige Dampfeinströmung bei Dampflokomotiven mit Heusingersteuerung und Hängeeisen, vornehmlich bei der Rückwärtsfahrt.
Ursache für die ungleichmäßige Dampfeinströmung ist die Eigenart der Bewegungskombinationen des in der Schwinge laufenden Schwingensteins, also des Drehpunktes der Schieberschubstange in der Schwinge, speziell bei Rückwärtsfahrt und voll ausgelegter Steuerung.
Bei Vorwärtsfahrt einer Dampflokomotive mit innerer Einströmung befindet sich der Schwingenstein unterhalb des Drehpunktes der Schwinge, der obere Drehpunkt des Hängeeisens ebenfalls. Beide Drehpunkte, der Schwingenstein und die Anlenkung des Hängeeisens, pendeln harmonisch um lediglich parallel verschobene Drehpunkte. Die Dampfeinströmung in die Dampfmaschine ist gleichmäßig (blaue Pfeile).
Bei der Rückwärtsfahrt ändern sich die Lagen der Drehpunkte. Der Schwingenstein (Drehpunkt Schieberschubstange/Schwinge) pendelt um den Drehpunkt der Schwinge, und die Anlenkung (Drehpunkt Hängeeisen/Schieberschubstange) pendelt um den nunmehr hochliegenden Drehpunkt des Aufwerfhebels (braune Pfeile). Wie aus nebenstehendem Schema ersichtlich, sind die Bewegungen gegenläufig. Als Resultat bewegt sich auch die Schieberschubstange in der Schwinge geringfügig auf und ab. Diese Bewegung nennt man Steinspringen. Da jedoch die Auslenkung der Schieberschubstange vom Drehpunkt der Schwinge die Größe der Dampfeinströmung regelt, wird diese dadurch ungleichmäßig.
Bei Lokomotiven, die oft rückwärts fahren mussten (Tenderlokomotiven), konnte das Steinspringen durch Einbau einer Kuhnschen Schleife verringert werden.